# Боцманов, Михаил Васильевич
Михаил Васильевич Боцманов (20 сентября 1893, Цивильск, Казанская губерния — 31 марта 1970, Москва) — советский врач, организатор здравоохранения, генерал-майор медицинской службы (1944).

## Биография
Родился в городе Цивильск Казанской губернии.
В 1917 году окончил медицинский факультет Казанского университета, получил диплом врача. Был призван в армию, участвовал в Первой мировой войне. После большевистского переворота встал на сторону красных и с 1918 года участвовал в Гражданской войне. По её окончании — на административной и преподавательской работе.
В Великой Отечественной войне служил в качестве врача. С 1942 года — заместитель начальника санитарной службы ряда фронтов.
Был организатором госпитальной базы в городах Валдай, Вышний Волочек, Осташков, Торопец. Одновременно с работой по фронтовой госпитальной базе участвовал в лечебно-эвакуационной и санитарно-эпидемиологическом обеспечении войск, выезжал на места для организации санитарного обеспечения боевых операций войск фронта.
Руководил медицинской службой армии в Московской битве. Участвовал в руководстве медицинским обеспечением фронта в Белорусской, Будапештской и в других операциях и видах боевой деятельности войск.
После войны — на административной работе: в 1945-48 годах работал начальником кафедры военно-медицинской подготовки 3-го Московского медицинского института, начальником Центральных курсов усовершенствования военных врачей, в 1948-53 — начальником медицинского отдела Военной академии им. М. В. Фрунзе.
С октября 1953 года находился в отставке.
Умер в 1970 году. Похоронен на Введенском кладбище (23 уч.).

## Награды
- орден Ленина,
- Красного Знамени (трижды),
- Отечественной войны 1-й и 2-й степ.,
- Красной Звезды,
- медали.

## Память
Место захоронения — Введенское кладбище, Москва. Именем Боцманова названа улица в г. Цивильск.